# اسحاق پولگار
اسحاق بن یوسف بن پولگار یا اسحاق پولگار فیلسوف، شاعر و دین‌شناس یهودی اسپانیایی بود که در نیمه اول سده چهاردهم میلادی به اوج شکوفای ی خود رسید.

## زندگی
دانسته‌ها در مورد زندگی اسحاق پولگار بسیار کم است و چیزی در جزییات زندگی وی در دست نیست. آنچه مشخص است او دوستی از دوستان اونر برگوسی بود و زمانی پس از این که اونر از یهودیت روی برگرداند و به مسیحیت تغییر دین دید، رساله‌ای برای پولگار فرستاد که آن را در شرح برخی دیدگاه‌های خود پیرامون عیسی و مسیحای موعود نگاشته بود. پولگار در جوابیه‌ای به اونر تلاش می‌کند برتری یهودیت بر مسیحیت را با دلایل عقلانی اثبات کند. پس از آن که پولگار این جوابیه را موسوم به رساله کفریات در سراسر اسپانیا منتشر ساخت، اونر در رساله‌ای با عنوان ابطال و رد کفرگو به وی پاسخ داد. از آن پس پولگار چاره‌ای ندید جز آن که قصیده‌ای هجوآمیز و با لحنی پر از نیش و کنایه به اونر بفرستد.
پولگار در کتاب تکیه‌گاه ایمان سعی می‌کند تا استدلال‌های اونر را پاسخ گوید و عقلانیت یهودیت را به کرسی بنشاند. این کتاب به پنج بخش تقسیم شده‌است که هر یک وصف دسته‌ای از منتقدان دین راستین را طبق برداشت پولگار بیان می‌کند: جاهل، شکاک، طالع‌بین، باطنی و کافر.
پولگار همچنین به خاطر ترجمه‌اش از اثر مقاصدالفلاسفه غزالی از عربی به عبری مشهور است. او این ترجمه را در سال ۱۳۰۷ میلادی به پایان رسانید.